# Surakarta
Surakarta (tên trước đây, được dân địa phương gọi là Solo) là một thành phố ở Indonesia, có dân số khoảng 500.000 dân, ở tỉnh Trung Java. cách Yogyakarta 65 km về phía Đông-Bắc và 100 km phía Đông-Nam của Semarang. Thành phố này đã là một trung tâm quyền lực trong thế kỷ 18 của vua Vương quốc Mataram. Đây là quê hương của đương kim tổng thống Indonesia Joko Widodo.